# Eulophus
Eulophus es un género de insectos himenópteros de la familia Eulophidae.